# Cibersexo
El cibersexo es una forma de sexo virtual en el cual dos o más personas conectadas a través de una red informática se mandan mensajes sexualmente explícitos que describen una experiencia sexual. Es un tipo de juego de roles en el cual los participantes fingen que están teniendo relaciones sexuales, describen sus acciones y responden a los mensajes de los demás participantes con el fin de estimular sus deseos y fantasías sexuales. La calidad de un encuentro de sexo virtual depende generalmente de la capacidad de los participantes para evocar una imagen vívida en las mentes de sus compañeros. Son así mismo claves la imaginación y la suspensión de la incredulidad (ante posibles contradicciones). El cibersexo puede ser practicado dentro del ámbito íntimo y privado entre dos personas, como también en un sitio abierto dentro del ciberespacio, pudiendo o no haber un fin comercial entre un trabajador sexual virtual (teleoperador o modelo erótico) y un cliente que paga por el servicio.

## Elementos tecnológicos
El cibersexo se suele practicar a través de una sala de conversación chat (como el IRC o las salas de conversación de algunas páginas web) o un servicio de mensajería instantánea. La creciente popularidad de las cámaras de Internet ha dado lugar a un mayor número de parejas que las utilizan para conferir al encuentro un aspecto más visual. El intercambio de correos electrónicos sexualmente explícitos también se puede considerar como sexo virtual. Se suele recurrir al sexo virtual para favorecer la masturbación o como introducción para una futura cita para tener relaciones sexuales en la vida real. También se puede recurrir a encuentros similares mediante el servicio de SMS a través del teléfono móvil.

## Sexo virtual y sexo telefónico
El sexo virtual es una simulación del sexo real, donde no hay penetración ni contacto físico alguno, donde dos o más personas se transmiten mensajes explícitamente sexuales, mediante alguna forma de equipo comunicacional. 
- Cibersexo es sexo virtual por Internet, lo cual incluye los correos electrónicos, mensajería instantánea, salas de chat, juegos, etc.
- Sexo por teléfono es también una forma de sexo virtual, que incluye los mensajes de texto escritos o multimedias con imágenes.

El cibersexo se distingue del sexo telefónico o sexting en que el primero tiene un mayor anonimato y es más fácil encontrar una pareja. El cibersexo suele darse entre desconocidos o personas que se acaban de conocer por Internet.
Los servicios de estimulación sexual telefónica de pago se conocen como teléfono erótico e implican el abono de una tarifa preestablecida por minuto de conexión. Por su parte, en Internet han aparecido sitios web que permiten que los usuarios puedan transmitir vía streaming, mediante el uso de una cámara web, como se masturban o tienen relaciones sexuales, pudiendo tener un fin económico de por medio mediante el pago de "propinas", donde los clientes pueden comprar "fichas virtuales" (también conocidas como "tokens") en el mismo sitio web con cargo a su tarjeta de crédito, pudiendo ser en una sesión pública, donde cualquier usuario de la página puede acceder libremente el tiempo que quiera y que dure la transmisión, o privada entre un (a) modelo de webcam y un usuario que paga para estar únicamente con ella/él. También puede tener un fin netamente exhibicionista, donde los usuarios que disfrutan del voyeurismo virtual pueden acceder de manera gratuita a ver esas escenas de índole sexual en vivo.
Esta forma de sexo se ha expandido gracias al crecimiento masivo de formas de comunicación en todo el mundo. Existen muchas salas de chat exclusivas con el objetivo de reunir a personas que desean tener sexo virtual desde cualquier parte del mundo.
Hasta el momento no hay consenso sobre las implicaciones psicológicas que conlleva este tipo de relaciones.[cita requerida]

## Juego de papeles
En el cibersexo se puede intentar emular el sexo real de forma que los participantes procuran que la experiencia sea lo más verosímil posible, aunque también se puede considerar un tipo de juego de papeles que permite a los participantes experimentar sensaciones inusuales y actos sexuales que no intentarían en la vida real. Entre participantes "serios", el cibersexo puede ser parte de una trama mayor: los personajes pueden ser amantes o cónyuges, o un personaje podría ser violado para dar comienzo a la historia. En estas situaciones, los participantes suelen considerarse entidades diferentes de los personajes que están teniendo las relaciones sexuales.
Se suele ridiculizar el cibersexo porque los participantes no suelen tener ninguna información sobre la persona con la que están hablando: la persona al otro extremo de la línea podría ser un hombre o una mujer. Como el objetivo principal del cibersexo es la simulación realista de una experiencia sexual, esta información no suele ser necesaria ni deseada.

## Aspectos positivos y negativos

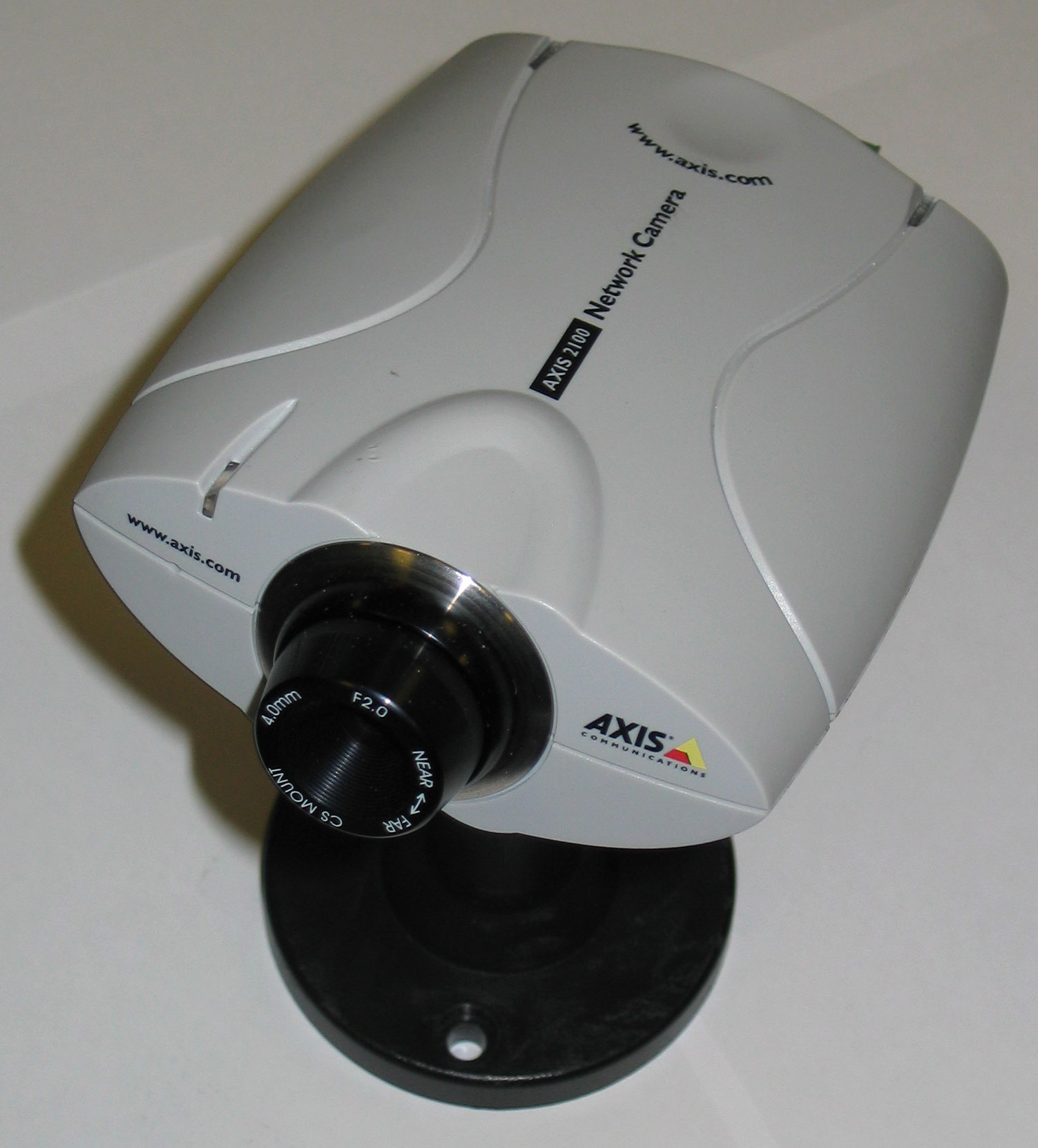
Webcam.

### Ventajas
Dado que el cibersexo puede satisfacer algunos deseos sexuales sin comportar riesgo de embarazo o de contraer enfermedades de transmisión sexual (ETS), puede considerarse un modo físicamente seguro para la gente de experimentar con pensamientos y sentimientos de naturaleza sexual. Asimismo, personas con padecimientos crónicos (como, por ejemplo, el sida)  pueden encontrar en el sexo virtual una manera segura de conseguir satisfacción sexual sin poner en riesgo a su pareja.
El cibersexo, además, permite a parejas ya consolidadas mantenerse en contacto a pesar de estar físicamente separadas. En relaciones que se ven interrumpidas por la separación geográfica, el sexo virtual puede tener la importante función de conservar la dimensión sexual de una relación en la que por alguna razón los miembros de la pareja se ven con poca frecuencia. El sexo virtual también permite a sus practicantes participar en una fantasía que, debido a limitaciones físicas o sociales o por miedo a la malinterpretación o el rechazo, no se atreverían a hacer realidad en la vida real.

### Desventajas
Si en un futuro la persona con la que se ha hecho cibersexo tiene imágenes comprometedoras de tu cuerpo, puede recurrir al chantaje emocional hasta el punto de llevar a la persona al suicidio. Todas las aplicaciones por donde se lleva a cabo el cibersexo, pueden hacer uso de las imágenes que se transmiten y llegar a manos de pedófilos.

## Tipos de cibersexo
El cibersexo puede mejorar igualmente la calidad del juego de papeles en los MUDs y MMORPGs, confiriéndole a los personajes unas características y motivaciones más parecidas a la vida real. De hecho, resulta difícil interpretar una relación realista dentro de un juego sin aludir a los aspectos sexuales de la relación.

## Novedades tecnológicas
Algunos juegos en red, como Red Light Center, están dedicados al cibersexo y a otros contenidos para adultos. Estos juegos en línea a menudo reciben el nombre de AMMORPGs. En los MUDs, el sexo virtual recibe el nombre en inglés de mudsex. En algunas variantes de TinyMUDs, particularmente MUCKs, el término inglés TinySex, abreviado "TS", es bastante común. Véase también yiff.

## Nuevos tipos de literatura
El cibersexo puede ser utilizado por escritores de ficción original narrando en tercera persona. De este modo se obtienen relatos más realistas y sexualmente sugerentes, con dos personas o más implicadas en el proceso. También puede ser empleado por escritores que quieren escribir escenas de sexo más realistas, mediante el intercambio de ideas en la red.

## Cibersexo y psicoterapia
El sexo por Internet se ha usado asimismo en psicoterapia para ayudar a personas con problemas de timidez o inseguridad. Por ejemplo, algunos terapeutas hacen que sus pacientes practiquen las técnicas de seducción en una sala de conversación.

### Inconvenientes y problemas relacionados
Se debate sobre si el cibersexo supone un tipo de infidelidad. Aunque no hay contacto físico, los críticos sostienen que las fuertes emociones que se experimentan pueden suponer una presión añadida sobre las relaciones de pareja, especialmente cuando el cibersexo culmina en un romance por Internet. Así como se han dado casos de compromisos matrimoniales a través de la computadora, también se han dado casos de divorcios provocados por el sexo virtual.
El cibersexo puede dar lugar a una adicción a la red, que se considera una causa del aislamiento social y una pérdida de la productividad en el trabajo.

### Cibersexo y pedofilia
Se sabe que algunos pedófilos han recurrido al cibersexo con menores de edad. En el transcurso de estas conversaciones, a veces intentan enviar pornografía infantil por la red u organizar citas.
En los Estados Unidos, algunos agentes de policía se dedican a fingir ser menores de edad para capturar a los pedófilos que intentan organizar citas con ellos. Esta práctica, por otra parte controvertida, se ha vuelto popular entre internautas que no trabajan para la policía, pero que registran las conversaciones y las suben a una página web, y en ocasiones denuncian el hecho a la policía. Uno de estos sitios es Perverted-Justice.com.
Existe también una red de adolescentes y padres jóvenes que se autodenominan ciberángeles, y que dedican su tiempo en el ciberespacio para tender trampas y denunciar a los pedófilos que actúan en Internet.